# كورتيس بيري (منافس ألعاب قوى)
كورتيس بيري (بالإنجليزية: Curtis Perry)‏ هو منافس ألعاب قوى أمريكي، ولد في 26 أكتوبر 1974.

## وصلات خارجية
- كورتيس بيري على موقع الاتحاد الدولي لألعاب القوى (الإنجليزية)